# Laurie Cunningham
Laurence Paul Cunningham (Archway, 8 de março de 1956 - Madri, 15 de julho de 1989), foi um futebolista inglês. Foi casado durante muitos anos com a Juíza de Direito inglesa  Sylvia Sendin-Soria com quem teve um filho chamado Sérgio. 

Biografia

## Futebol inglês
Nascido em Archway, Londres, Cunningham começou a jogar futebol no colégio. Iniciou sua carreira profissional em 1974, pelo Leyton Orient . Em 1977, foi contratado pelo West Bromwich - na época, comandado por Johnny Giles -, onde atuou ao lado de Cyrille Regis e Brendon Batson. Foi a primeira vez que uma equipe inglesa levou a campo três negros como titulares - apelidados pelo técnico Ron Atkinson de "The Three Degrees", uma referência ao trio homônimo de cantoras negras americanas .
Cunningham também foi o primeiro negro a integrar uma seleção de futebol inglês em todos os níveis, estreando na equipe sub-21 num amistoso contra a Seleção Escocesa no Bramall Lane Stadium, em 27 de abril de 1977, e na equipe principal em 23 de maio de 1979, contra a Seleção Galesa .

## Carreira internacional
Foi o primeiro jogador britânico a ser contratado pelo Real Madrid, numa transação estimada em 950.000 libras . Cunningham teria chamado a atenção dos dirigentes espanhóis após sua brilhante atuação contra o Valencia, durante a Copa da UEFA de 1979-80. Conta-se que, sabedor dos interesses do Real Madrid, Cunningham teria ido até o Estádio Santiago Bernabéu após o término da temporada e perguntado se gostariam de contratá-lo .
Em sua estréia pelo Real Madrid, Cunningham marcou dois gols na vitória de 3 a 1 contra o Valencia (tendo participado também da jogada que resultou no 3º gol da equipe madrilenha).  Com seu excelente desempenho, ajudou o Real Madrid a chegar às semi finais da Taça dos Campeões Europeus 1979-80 onde, apesar de sua brilhante atuação, o time perdeu para o Hamburger SV por um placar de 5 a 3.
Os problemas junto ao Real Madrid começaram quando Cunningham contundiu-se num dos jogos da Taça dos Campeões Europeus 1980-81. Durante a recuperação de uma cirurgia no dedo do pé, Cunningham era frequentemente visto em casas noturnas em companhia da namorada, o que lhe rendeu a reputação de playboy, duras críticas por parte da imprensa espanhola e a antipatia da torcida. Especulava-se que ele estava mais interessado em carros de corrida, arquitetura, moda e vida noturna do que em jogar futebol.
Cunningham recuperou-se a tempo para a final da Taça dos Campeões contra o Liverpool, em Paris. Embora estivesse claramente sem condições físicas, ele jogou todos os 90 minutos da partida, vencida pelo Liverpool por 1 a 0. Durante os treinos para a temporada 1981-82, Cunningham sofreu uma lesão na coxa e permaneceu afastado por quase todo o campeonato (à exceção de três participações discretas, sem gols). Sua única contribuição de destaque naquela temporada foi no jogo contra o Kaiserslautern pelas quartas de final da Copa UEFA. À má fase, somou-se uma tragédia pessoal: sua cunhada e duas de suas sobrinhas foram assassinadas em Londres, fazendo com que o atleta mergulhasse em profunda depressão . Com atuações apenas medianas, Cunningham foi emprestado ao Manchester United em abril de 1983.
Seu período no Manchester não rendeu bons frutos (1 gol em 5 jogos) e, no seu retorno ao Real Madrid, Cunningham foi prontamente emprestado ao Sporting Gijón, para a temporada 1983-84. Em Gijón (então comandado por Vujadin Boškov, seu antigo técnico no Real Madrid) seu desempenho caiu consideravelmente e o desgaste das 30 partidas disputadas pelo clube resultou em várias contusões. Ao término do seu empréstimo, sendo ignorado pelo Real Madrid, Cunningham transferiu-se para o Olympique de Marseille .
Cunningham permaneceu apenas uma temporada na França, retornando à Inglaterra em 1985 para juntar-se ao Leicester City. Sua permanência no país natal também foi inexpressiva e as lesões só permitiram que ele jogasse por meia temporada. No final da temporada 1985-86, Cunningham voltou para a Espanha para jogar a Segunda Divisão Espanhola pelo Rayo Vallecano, onde disputou 37 partidas na temporada 1986-87. Com o retorno da boa forma física, ele conseguiu garantir uma transferência financeiramente atraente para o Charleroi da Bélgica , na temporada 1987-88. Entretanto, Cunningham sofreu outra lesão e acabou por retornar à Inglaterra para um contrato de curta duração com o Wimbledon FC, participando da vitória contra o Liverpool na final da Copa da Inglaterra de 1988 .
Com a boa fase, Cunningham voltou à Espanha para disputar a temporada 1988-89 pelo Rayo Vallecano, sendo responsável pelo gol que garantiu a subida do time para a Primeira Divisão Espanhola .

## Morte
Laurie Cunningham morreu precocemente, aos 33 anos de idade, em um acidente automobilístico em Madri, em 15 de julho de 1989 . 
Em 2004, ele foi escolhido como um dos 16 maiores jogadores do West Bromwich Albion, numa votação realizada durante as comemorações dos 125 anos de fundação do clube inglês .

## Estatísticas
| Ano     | Equipe                 | Divisão                    | Jogos | Gols |
| ------- | ---------------------- | -------------------------- | ----- | ---- |
| 1974-75 | Leyton Orient FC       | Segunda Divisão Inglesa    | 17    | 1    |
| 1975-76 | Leyton Orient FC       | Segunda Divisão Inglesa    | 34    | 8    |
| 1976-77 | Leyton Orient FC       | Segunda Divisão Inglesa    | 26    | 6    |
| 1976-77 | West Bromwich          | Primeira Divisão Inglesa   | 13    | 6    |
| 1977-78 | West Bromwich          | Primeira Divisão Inglesa   | 33    | 6    |
| 1978-79 | West Bromwich          | Primeira Divisão Inglesa   | 40    | 9    |
| 1979-80 | Real Madrid            | Primeira Divisão Espanhola | 29    | 8    |
| 1980-81 | Real Madrid            | Primeira Divisão Espanhola | 12    | 5    |
| 1981-82 | Real Madrid            | Primeira Divisão Espanhola | 3     | 0    |
| 1982-83 | Real Madrid            | Primeira Divisão Espanhola | 0     | 0    |
| 1983    | Manchester United      | Primeira Divisão Inglesa   | 5     | 1    |
| 1983-84 | Sporting Gijón         | Primeira Divisão Espanhola | 30    | 3    |
| 1984-85 | Olympique de Marseille | Primeira Divisão Francesa  | 30    | 8    |
| 1985-86 | Leicester City         | Primeira Divisão Inglesa   | 15    | 0    |
| 1986-87 | Rayo Vallecano         | Segunda Divisão Espanhola  | 37    | 3    |
| 1987    | Charleroi              | Primeira Divisão Belga     | 1     | 0    |
| 1988    | Wimbledon FC           | Primeira Divisão Inglesa   | 6     | 2    |
| 1988-89 | Rayo Vallecano         | Segunda Divisão Espanhola  | 19    | 1    |

## Títulos
| Campeonato         |             |                     |
| Campeonato         | Clube       | Temporada           |
| ------------------ | ----------- | ------------------- |
| La Liga            | Real Madrid | 1979-1980           |
| Copa do Rei        | Real Madrid | 1979-1980 1980-1981 |
| Copa da Inglaterra | Wimbledon   | 1987-1988           |